# Heroldishausen
Heroldishausen est une ancienne commune allemande de l'arrondissement d'Unstrut-Hainich, Land de Thuringe.

## Géographie
Heroldishausen est un village-rue.
|            | Weinbergen     |               |
| Flarchheim | Heroldishausen | Großengottern |
|            | Mülverstedt    |               |

## Histoire
Heroldishausen est mentionné pour la première fois en 1017 dans une lettre de Henri II du Saint-Empire à son épouse.
Au nord-est de Heroldishausen, un avion du pont aérien de Berlin s'écrase le 4 mars 1949. Un membre d'équipage meurt.

## Source de la traduction
- (de) Cet article est partiellement ou en totalité issu de l’article de Wikipédia en allemand intitulé « Heroldishausen » (voir la liste des auteurs).